# Tetla de la Solidaridad
Tetla de la Solidaridad es una localidad del estado mexicano de Tlaxcala. Es cabecera del municipio de Tetla de la Solidaridad.

## Demografía
| Gráfica de evolución demográfica |
|                                  |

| Censo | Población |
| ----- | --------- |
| 1900  | 1 568     |
| 1910  | 1 956     |
| 1921  | 2 068     |
| 1930  | 1 766     |
| 1940  | 2 205     |
| 1950  | 2 773     |
| 1960  | 3 102     |
| 1970  | 2 788     |
| 1980  | 2 995     |
| 1990  | 7 934     |
| 1995  | 10 565    |
| 2000  | 11 490    |
| 2005  | 13 071    |
| 2010  | 15 161    |
| 2020  | 17 480    |